# Bematistes angustifasciata
Bematistes angustifasciata är en fjärilsart som beskrevs av Karl Grünberg 1910. Bematistes angustifasciata ingår i släktet Bematistes och familjen praktfjärilar. Inga underarter finns listade i Catalogue of Life.